# Maroua Mathlouthi
Pour les articles homonymes, voir Mathlouthi.
Maroua Mathlouthi, née le 22 août 1988 à Tunis, est une nageuse tunisienne, qui s'est spécialisée en nage libre et 4 nages.

## Biographie
Formée au Club africain, elle est plusieurs fois championne aux Jeux panarabes. Elle est deux fois médaillée d'or, en 800 m nage libre et 400 m quatre nages, quadruple médaillée d'argent et une fois médaillée de bronze lors des championnats d'Afrique de natation de 2006 à Dakar,. Mathlouthi remporte par ailleurs un total de cinq médailles, dont trois en argent en nage libre féminine (200, 400 et 1 500 m), aux Jeux africains de 2007 à Alger,.
Mathlouthi est appelée à concourir en double aux Jeux olympiques d'été de 2008 à Pékin, mais se retire de la compétition pour des raisons personnelles et de santé,.
Aux championnats d'Afrique de natation de 2010 à Casablanca, elle remporte la médaille d'argent du relais 4 x 200 m nage libre.
Mathlouthi a également concouru en tant que nageuse parmi les Mustangs de l'université méthodiste du Sud à Dallas, où elle a étudié, et au sein d'Amiens Métropole Natation.
Elle est la sœur du nageur Ahmed Mathlouthi.